# Maestro de la Sisla

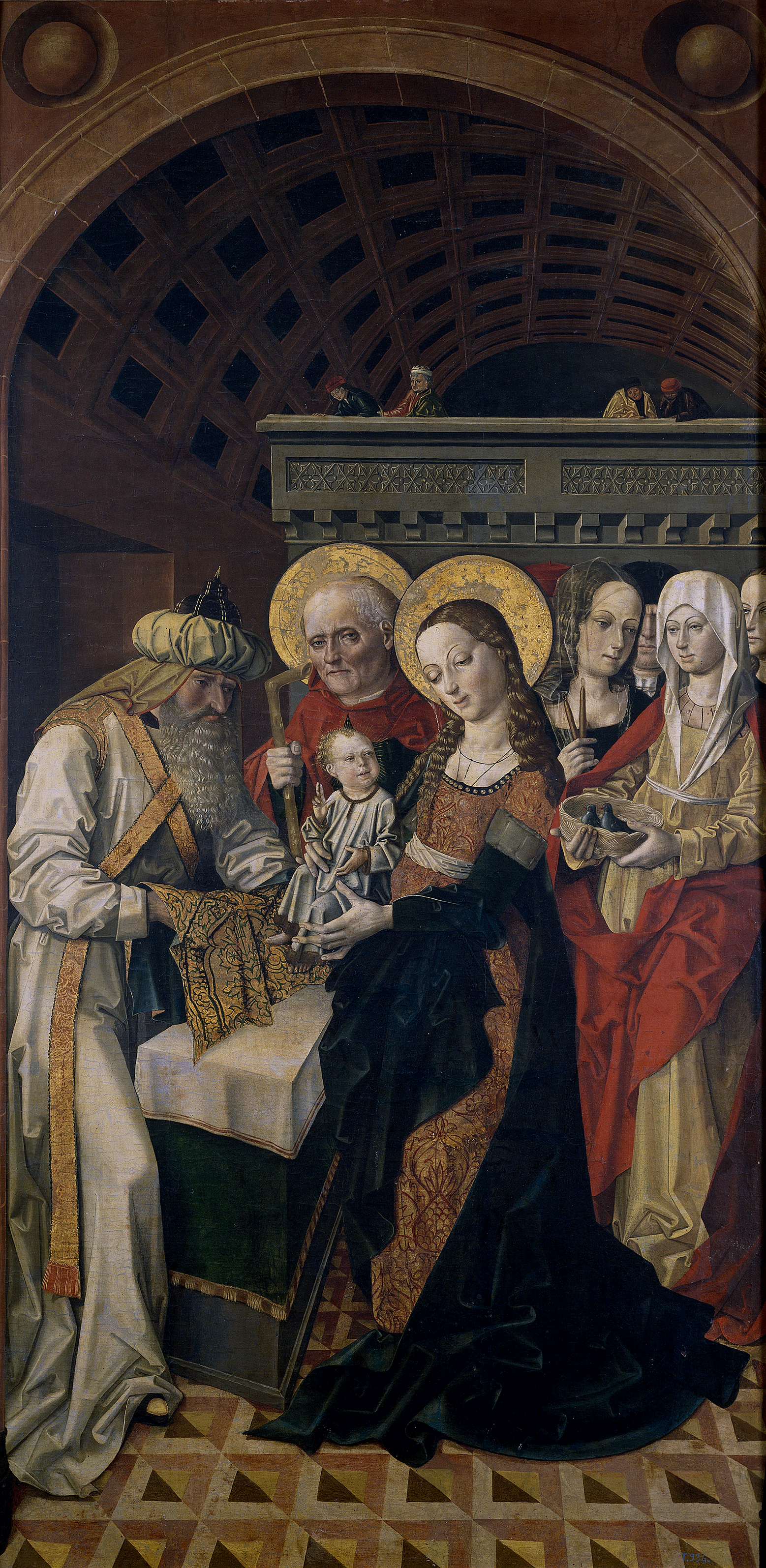
Presentación de Jesús en el templo, técnica mixta sobre tabla pasada a lienzo, 203 x 100 cm, Madrid, Museo del Prado.

Maestro de la Sisla (hacia 1500) es la denominación convencional por la que se conoce al anónimo pintor de las tablas del retablo del monasterio jerónimo de la Sisla en las proximidades de Toledo, conservadas en el Museo del Prado en el que ingresaron procedentes del Museo de la Trinidad, al que se habían incorporado tras la supresión del monasterio a raíz de la desamortización de Mendizábal. 

## Biografía
En las seis tablas conservadas, cuyos asuntos son la Anunciación, Visitación, Adoración de los Reyes, Presentación en el templo, Circuncisión y Tránsito de la Virgen, se han advertido dos manos en las que se pone de manifiesto la influencia directa del Maestro de Ávila y la pintura hispanoflamenca abulense, junto con la temprana recepción del lenguaje renacentista, presente en algunos de los fondos arquitectónicos, fundiéndose con la influencia germánica recibida a través de estampas, como pone de manifiesto la tabla del Tránsito de la Virgen, imitada de un grabado de Martín Schongauer, o la Anunciación cuyas líneas generales se han tomado también del modelo proporcionado por un grabado del maestro alemán, aunque en este caso se ha españolizado por la introducción de elementos arquitectónicos de sabor local, como las dos grandes zapatas en primer término o la alfombra con decoración morisca.
Últimamente se le ha atribuido también un Cristo coronado de espinas conservado en el Museo del Greco, inspirado él también en un grabado de Martín Schongauer. La tabla, anteriormente atribuida a Fernando Gallego, presenta algunos rasgos como el pesado plegado de las telas o las facciones angulosas, comunes con el Maestro de Ávila, relacionado a su vez con Fernando Gallego y con el maestro de la Sisla.